# Tepantiloyan
Tepantiloyan är en ort i Mexiko.   Den ligger i kommunen Yaonáhuac och delstaten Puebla, i den sydöstra delen av landet, 180 km öster om huvudstaden Mexico City. Tepantiloyan ligger 1 742 meter över havet och antalet invånare är 289.
Terrängen runt Tepantiloyan är kuperad åt sydväst, men åt nordost är den bergig. Runt Tepantiloyan är det ganska tätbefolkat, med 199 invånare per kvadratkilometer. Närmaste större samhälle är Teziutlan, 13,0 km sydost om Tepantiloyan. I omgivningarna runt Tepantiloyan växer huvudsakligen savannskog.